# Universal Carrier
Bren Carrier
Pour les articles homonymes, voir BREN et Carrier.
Le Carden-Loyd Universal Carrier, souvent appelé Bren Gun Carrier ou Bren Carrier est une chenillette d'infanterie conçue en 1935 au Royaume-Uni et construite par Vickers-Armstrong (production en 1940). Elle pouvait être équipée d'un fusil-mitrailleur Bren de 7,7 mm d'où son nom « Bren carrier » : « transporteur de Bren ». Elle assura la succession des Carden-Loyd Mk.IV au sein des unités britanniques et du Commonwealth. Les États-Unis la produisirent sous licence avec la désignation de T-16. La production s'arrêta en 1945. Il fut utilisé jusque dans les années 1960.

## Développement et utilisation
L'origine de la famille des Universal Carriers remonte aux chenillettes Carden-Loyd, mises au point dans les années 1920. Elle devait remplacer la chenillette Mk VI.
La caisse était une boîte d'acier dans laquelle était incorporé un moteur Ford V-8. À l'avant du véhicule, se trouvait l'espace conduite. Le pilote se plaçait à droite tandis que le mitrailleur était à gauche. À l'arrière, le moteur, placé au centre, coupait le véhicule en deux dans le sens de la longueur. Ces deux compartiments servaient au stockage de la cargaison. Elle était de différentes natures en fonction de l'usage du véhicule.
Les deux chenilles en acier comportent 274 maillons, chacun coulé individuellement.
Initialement, il y avait différents types de Carriers, dont la conception différait légèrement selon leur destination : « Medium Machine Gun Carrier » (pour y installer une mitrailleuse Vickers), « Bren Gun Carrier » (pour l'infanterie, modèle standard avec fusil-mitrailleur BREN), « Scout Carrier » (version épurée pour la reconnaissance) et « Cavalry Carrier » (équipé d'arme antichar). La production d'un modèle unique parut ensuite préférable, et le modèle « Universal » apparut en 1940. Il différait des modèles précédents par son arrière de section rectangulaire, laissant ainsi plus de place pour l'équipage. Quelque 35 000 unités furent produites au Royaume-Uni durant la Seconde Guerre mondiale, plus 5 600 en Australie, 520 en Nouvelle-Zélande et plus de 29 000 au Canada. Les Américains le produisirent à 16 000 exemplaires sous la dénomination T16.
Le Bren Carrier servit dans l'armée britannique et dans celle de son Commonwealth durant la guerre (en Inde par exemple). Ils furent aussi utilisés par les armées des pays en exil à Londres comme la Belgique, la Tchécoslovaquie, le Luxembourg, les Pays-Bas, la Norvège, le royaume de Grèce ou la France, souvent rééquipées avec du matériel britannique. Il remplit des missions variées tels que le ravitaillement, le soutien, le transport ou l'évacuation sanitaire. Il fut présent sur de nombreux fronts comme en Europe, en Afrique ou dans le Pacifique sud.

## Variantes
- Mk. I

Le modèle original produit entre 1935 et 1940.
- Mk. II

L'Universal Carrier produit entre 1940 et 1945
- Wasp

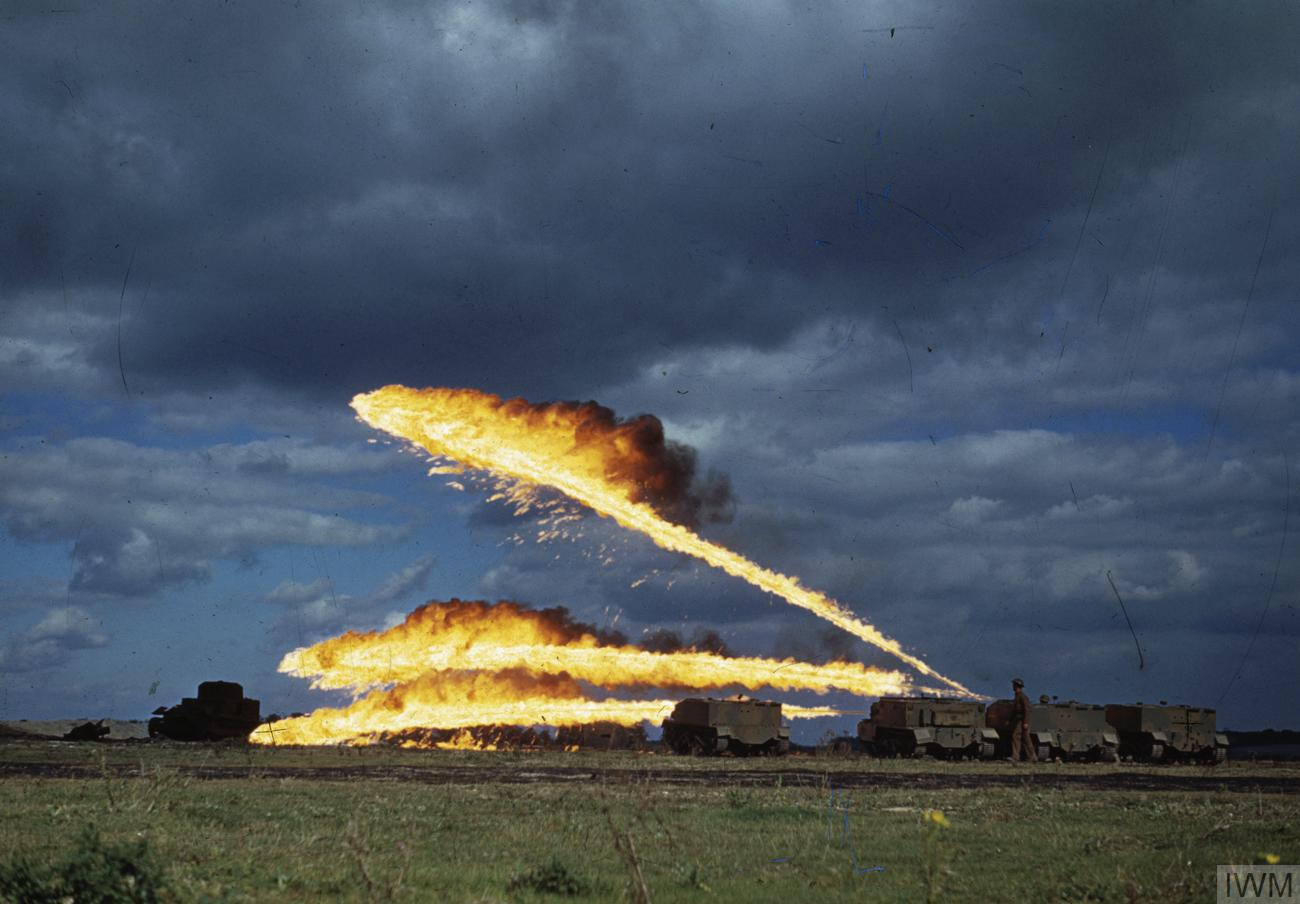
Essais de la version lance-flamme en août 1944.

Une variante équipée d'un lance-flammes, utilisant le « Ronson Flamethrower, Transportable, No 2 ». Le Mark I avait un lance-flammes fixe. Le réservoir à combustible était placé dans le compartiment arrière. Pour le MkIIC (C pour Canadian), ce réservoir était placé à l'arrière du véhicule.
- LP1 Carrier (Aust)

Version construite en Australie du Bren Gun Carrier britannique.
- LP2 Carrier (Aust)

Version construite en Australie de l'Universal Carrier. Produite aussi en Nouvelle-Zélande. Il différait considérablement de la conception britannique. Ils sont soudés plutôt que rivetés, le sponson (coque au-dessus des chenilles) est considérablement plus haut pour éliminer le claquement des chenilles, la prise d'air est surélevée au-dessus du dessus de la coque et le glacis a une forme différente.
- 2 Pounder Anti-tank Gun Carrier (Aust)

Le Carrier, Anti-tank, 2-pdr, (Aust) ou Carrier, Tank Attack, 2-pdr (Aust) était un Carrier LP2 allongé et fortement modifié, avec un canon antichar QF 2 pounder de 40 mm monté sur une plateforme à l'arrière. Le moteur se situait à l'avant gauche du véhicule. Il était approvisionné de 112 obus. 200 exemplaires furent produits, et utilisés pour l'entraînement.
- 3 inch Mortar Carrier (Aust)

Le Carrier, 3-inch Mortar (Aust) était un modèle dérivé du 2 Pounder Carrier avec un  mortier de 76 mm monté à la place du canon de 40 mm. Il était conçu de façon à offrir au mortier un champ de 360°. 400 exemplaires furent construits et finalement expédiés comme aide militaire à l'Armée nationaliste chinoise.
- T-16

Le Carrier, Universal, T16, Mark I. était un véhicule significativement amélioré, basé sur ceux construits par Ford of Canada, et construits au titre du programme Prêt-Bail par Ford aux États-Unis de mars 1943 à 1945. Il fut principalement utilisé par les forces canadiennes durant le conflit, et servait de tracteur d'artillerie. Après la guerre, il fut employé par les forces de Suisse (300) et des Pays-Bas.
- Fahrgestell Bren (e)

Appellation allemande du matériel de prise (Beutepanzer).
- Panzerjäger Bren 731(e)

Appellation allemande du matériel de prise (Beutepanzer), version antichar avec fusil Boys.

## Utilisations militaires

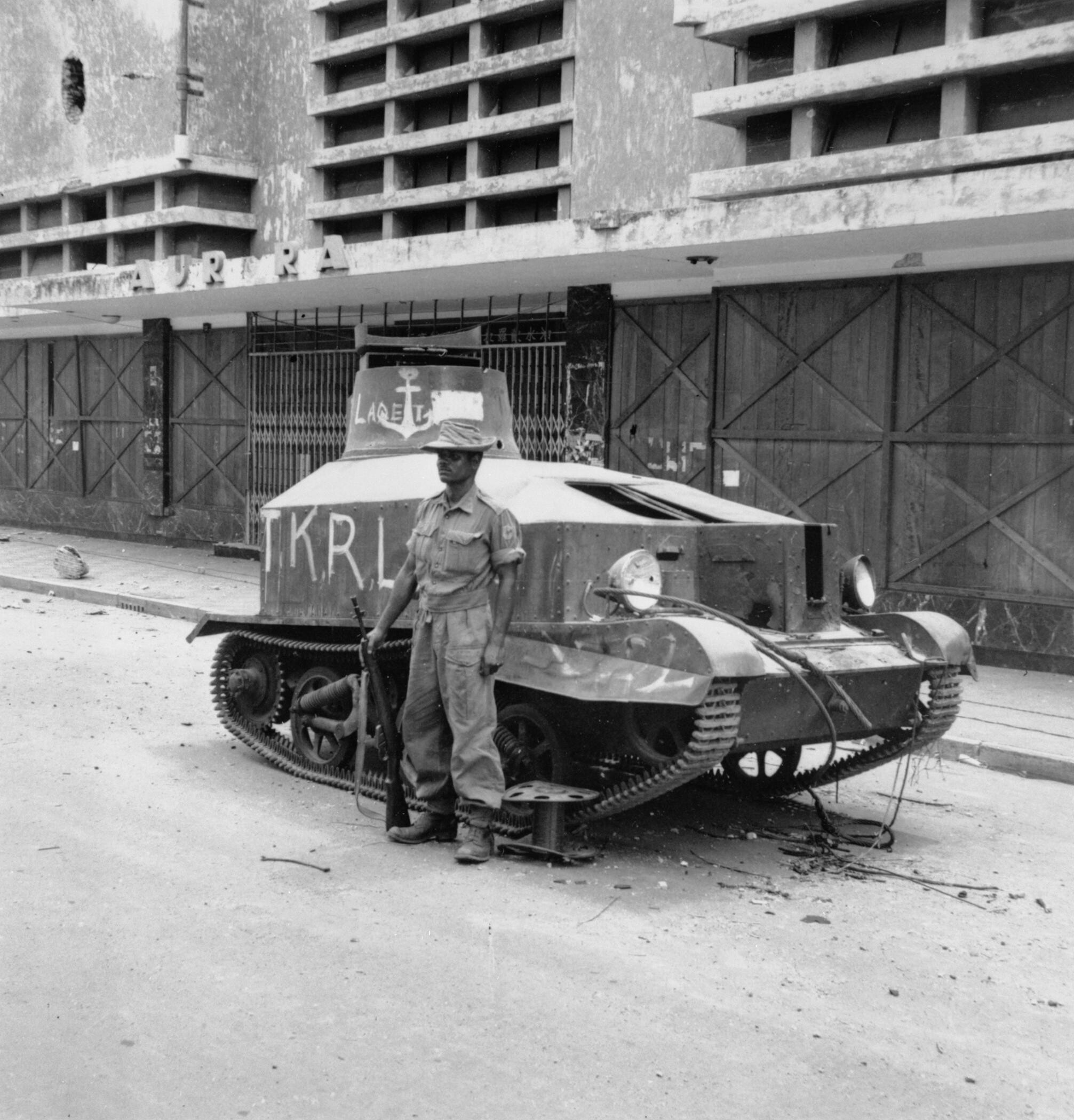
Chenillette blindée japonaise (Marine impériale) improvisée sur un Universal Carrier britannique capturé, livrée aux nationalistes indonésiens et re-capturée par les Britanniques en 1945.

- Durant la bataille de Bir Hakeim, en juin 1942, les légionnaires français opérèrent des missions d'escarmouches face à l'armée italienne avec des Bren Carrier.
- Le Bren Carrier était suffisamment léger pour être transporté par des planeurs Hamilcar sur les fronts aéroportés[7].
- Lorsque les Australiens, en 1942, essayèrent de ralentir les Japonais en Nouvelle-Guinée, ils utilisèrent les Bren Carrier munis de mitrailleuses lourdes Vickers .303 comme blindés légers pour pallier le manque de chars[8].
- L'armée de terre birmane en dispose encore en 2021.

## Autres utilisations
- En 2015, au Canada (à Escuminac), a été retrouvé un Universal Carrier, enfoui dans la terre, dans une propriété. En piteux état, pas restaurable, il devrait servir de ruche pour les abeilles[9].

- Lorsque la guerre fut terminée, les Bren Carrier utilisés par l'armée canadienne furent démilitarisés et vendus à des cultivateurs vu les capacités tout-terrain du véhicule.[réf. nécessaire]
- En 1947, en Angleterre, à Blackpool, un Brenn Carrier a pu servir de navette pour transporter des passagers entre les navires et les quais ou la plage[10].

### Opérateurs Après-guerre
- Afghanistan[11]
- Argentine (250, dont des T-16, fournis par le Royaume-Uni entre 1946 et 1950)[12]
- Libye (très probablement obtenu auprès d'un commerçant français, avec certains convertis et modifiés localement avec une armure supplémentaire)[13]
- Ceylan (anciennes actions britanniques, retirées du service de première ligne dans les années 1960)
- Costa Rica
- Danemark (certains étaient armés d'un fusil sans recul M40)[14]
- Egypte [14] (peut-être fourni par les forces britanniques quittant le Moyen-Orient)
- (petits numéros utilisés par le corps expéditionnaire français, le CEFEO, combattant en Indochine[15])
- Indonésie (un petit nombre d'anciens stocks japonais ont été capturés et utilisés par l'Armée de sécurité populaire pendant la Bataille de Surabaya)[16]
- Israël[14] (en a reçu beaucoup lors du retrait des troupes britanniques en Palestine, en plus de les acheter dans les casses de divers pays européens après la Seconde Guerre mondiale et de les capturer d'Egypte entre leurs conflits)
- (anciennes actions britanniques, qui ont été retirées du service de première ligne en 1961)[citation nécessaire]
- (la Bundeswehr a reçu 100 anciens UC britanniques en 1956)[14]
- : un certain nombre d'entre eux ont opéré après la Seconde Guerre mondiale (peut-être d'ex-UC britanniques), en particulier lors de la guerre d'indépendance dans leur ancienne colonie d'Indonésie (Indes orientales néerlandaises) entre 1945 et 1949, dans le cadre de l'Indonésie. Révolution nationale. Un petit nombre ont été perdus puis repris par l'armée de la nouvelle République indonésienne.
- (utilisées et mises en service principalement des versions T16 de l'Universal Carrier construites aux États-Unis jusqu'au début des années 1960) [citation nécessaire]